# Suore francescane di Santa Filippa Mareri
Le suore francescane di Santa Filippa Mareri sono un istituto religioso femminile di diritto pontificio: le suore di questa congregazione pospongono al loro nome le sigla F.S.F.M.

## Storia
La congregazione deriva dalla comunità del monastero fondato nel 1228 a Borgo San Pietro da Filippa Mareri: dopo aver incontrato (tra il 1221 e il 1225) Francesco nel castello paterno, fu attratta dall'ideale di vita di Chiara d'Assisi. Il 28 settembre 1228 il fratello donò a Filippa la chiesa di San Pietro de Molito e l'attigua abitazione che divenne sede della comunità.
Con la lettera apostolica di papa Gregorio IX del 21 luglio 1231 il monastero fu posto sotto la protezione della Santa Sede. Le religiose adottarono la regola approvata da papa Urbano IV il 18 settembre 1263 per le monache clarisse.
Nel 1930 le clarisse di Borgo San Pietro abbandonarono la clausura papale e nel 1931 aprirono un asilo infantile; nel 1947 aprirono anche un orfanotrofio per le orfane di guerra e dei lavoratori.
In una bolla del 27 giugno 1247 la fondatrice è chiamata santa e il pontefice concede 40 giorni di indulgenza ai devoti che ne celebrano la festa.

## Attività e diffusione
Le francescane di santa Filippa Mareri, pur non dimenticando la loro provenienza di contemplative, si dedicano a diverse attività scolastiche e assistenziali.
Oltre che in Italia, sono presenti in Albania; la sede generalizia è a Borgo San Pietro di Petrella Salto, in diocesi di Rieti.
Alla fine del 2008 la congregazione contava 52 religiose in 8 case.